# 查維·摩拉里斯
查維·戴美恩·摩拉里斯（Javier Damian Morales，1980年1月10日—）一般称作摩拉里斯，生于布宜諾斯艾利斯，前阿根廷职业足球运动员。